# The Cure for Insomnia
Pour plus de détails, voir Fiche technique et Distribution.

The Cure for Insomnia est le plus long film expérimental qui n'a jamais été commercialisé (durée de 87 heures). Il en détient d'ailleurs le record selon le Livre Guinness des Records. Il a été réalisé par John Timmis en 1987. Il aborde des sujets variés, allant de la religion à la politique en passant par l'amour et le sexe. Malgré sa longueur, il s'agit plus d'une performance artistique qu'un film au sens classique du terme.
En effet, durant ses 5 220 minutes, le film n'a aucune structure ni histoire, à la place, pendant une majeure partie du film, Lee Groban fait une lecture lente d'un long poème « A Cure For Insomnia » (en français: Un remède pour l'insomnie) écrit par lui même qui fait 4080 pages. Le tout pour une durée de trois jours et demi, entrecoupé de morceaux de heavy metal et de vidéos pornographiques. Le film a été réalisé pour guérir les insomniaques en reprogrammant leur horloge biologique. Le film n'a jamais été commercialisé et toutes les copies sont perdues. Il a été réalisé à l'école de l'Art Institute of Chicago du 31 janvier au 3 février 1987, en un seul et continu montage. Une version « propre » plus courte (80 heures) est disponible sans les scènes érotiques.
Plus aucune copie connue de ce film n'est actuellement en circulation et est considéré comme un lost media. La communauté du site Lost media wiki spécialisé dans la recherche de lost media lui a consacré une page regroupant toutes les informations connues dessus et les avancées dans sa recherche,.